# Pont Leonel Viera
Le pont Leonel Viera ((es) Puente Leonel Viera) est l'un des ponts jumeaux permettant la traversée de l'arroyo Maldonado à La Barra dans le sud de l'Uruguay. Il est également appelé Pont de La Barra de Maldonado ((es) Puente de La Barra de Maldonado).

## Description
Inauguré en 1965, le pont caténaire est l'un des ouvrages les plus originaux de Leonel Viera, son concepteur. Il présente la forme d'un double vague de béton, ce qui lui vaut d'être couramment nommé pont ondulé ((es) puente ondulante). La sensation ressentie lors de la traversée en fait une distraction du lieu. Pour des raisons de sécurité, des giratoires ont été installés de part et d'autre pour ralentir la vitesse.
Situé dans une zone balnéaire prisée, le pont a été doublé par un ouvrage identique en 1998 de sorte à remédier à la saturation récurrente du trafic. Des travaux de rénovation du pont original ont été entrepris en 2005.